# Sweden Solar System
Sweden Solar System (förkortat SSS) är en svensk skalmodell av solsystemet. Sweden Solar System är världens största modell av solsystemet och kanske världens överhuvudtaget största skalmodell. Solen representeras av Globen i Stockholm, med planeter och andra himlakroppar utplacerade runtom i landet i skalenlig storlek och på skalenligt avstånd. Modellens skala är ungefär 1:20 miljoner. Projektet påbörjades 1998 av astronomen Gösta Gahm och plasmafysikern Nils Brenning men har aldrig haft någon central organisation eller budget; alla installationer ägs av lokala institutioner och finansiering har oftast kommit från diverse organisationer och sponsorer.
Planeterna är placerade i nord-sydlig riktning från Globen medan andra himlakroppar är spridda på alla håll i landet, från Kiruna i norr till Malmö i söder. Många av modellerna är utformade av designer eller konstnärer och flera har också utformats av skolklasser. Projektet är avsett att ge en förståelse för hur stora avstånden är i universum, binda samman olika ämnesområden och olika geografiska orter, skapa platser för aktiviteter och pedagogik samt väva samman vetenskap och konst. Sweden Solar System har ofta uppmärksammats under den årliga temadagen Astronomins dag och natt med aktiviteter och invigningar av nya modeller.
I dagsläget finns över 60 himlakroppar representerade i Sweden Solar System. Modellen på störst avstånd från Globen är ett monument föreställande terminalchocken, den yttre gränsen av solsystemet, i Kiruna, 950 kilometer bort. Den senaste modellen att läggas till avbildar dvärgplaneten Varda och dess måne Ilmarë på Bohusläns museum i Uddevalla, invigd 4 september 2021.

## Historia

### 1990-talet

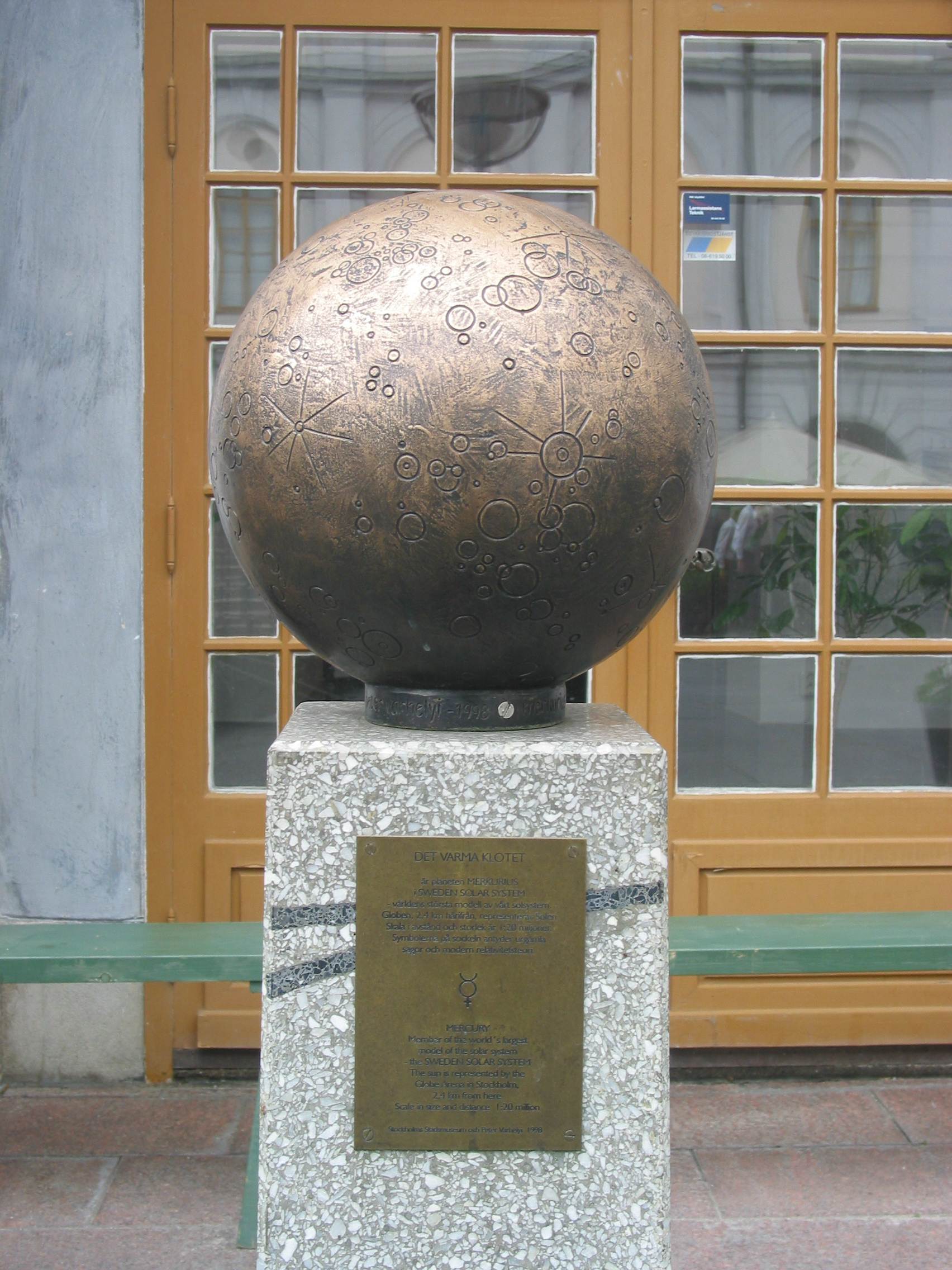
Modell av Merkurius vid Stadsmuseet i Stockholm, invigd 14 november 1998

Initiativtagarna bakom Sweden Solar System var astronomen Gösta Gahm, professor vid Stockholms universitet, och plasmafysikern Nils Brenning, professor vid Kungliga tekniska högskolan (KTH) i Stockholm. Idén till projektet tog sin början då Brenning under en cykeltur förbi Globen, världens då största klotformade byggnad, på väg hem från jobbet plötsligt undrade hur stora de olika planeterna skulle vara om solen var lika stor som Globen. Han ringde Gahm och de båda träffades på Saltsjöbadens Golfklubbs restaurang i september 1994 för en första brainstorming inför att genomföra det hela som ett stort konstprojekt. Brenning hade redan innan deras möte testat var planeterna hade hamnat genom att rita runt Globen på en telefonkarta och de märkte att planeterna hamnade på intressanta platser om de placerades norr om Globen; banan för planeten Venus gick exempelvis på kartan genom KTH. Enligt Gahm var ett ytterligare syfte bakom Sweden Solar System att "projektet ger en förnimmelse av de stora avstånden i universum och sammanbinder såväl olika ämnesområden som geografiska orter i Sverige". Ytterligare idéer med projektet var att de olika stationerna kunde bli turistattraktioner, platser för aktiviteter, och pedagogiska instrument för skolklasser och allmänheten. Gahm och Brenning avsåg även att anknyta till såväl naturvetenskap som konst, litteratur, musik, historia och mytologi.
De inre planeterna — Merkurius, Venus, jorden och Mars — ligger tätare samlade än de yttre och hamnar med den valda skalan alla inom Stockholmsområdet; Gahm och Brenning kontaktade olika museer, skolor och affärscentrum och kunde på kort tid hitta värdar till planeterna. Till en början tänkte sig Gahm och Brenning att skalamodellen endast skulle sträcka sig till Jupiter och endast skulle täcka stockholmsområdet, men deras planerade Stockholm Solar System utvecklades snabbt till något större då projektet väckte intresse även längre norrut, delvis till följd av en helsida om projektet i Svenska Dagbladet.
1998 påbörjades projektet med invigningar av modeller av planeterna Venus, Uranus,[källa behövs] Merkurius och Neptunus. Venus-modellen invigdes i Observatoriemuseet den 26 maj under 250-årsjubileet av Stockholms gamla observatorium. Modellen fanns på museet fram tills att det stängdes 2013, vartefter den flyttades till den 2:a våningen av Vetenskapens Hus. Länge fanns det två modeller av Venus, då en Venus-modell av konstnären Daniel Oberti som del av projektet även invigdes på KTH den 8 juni 2004 under Venuspassagen 2004. Modellen vid KTH stals 2011. Sedan 2016 står en ny Venus-modell utanför Vetenskapens Hus. Under sommaren 1998[källa behövs] invigdes Uranus-modellen i Furuviksparken utanför Gävle. Modellen var 2,6 meter i diameter.
Neptunus-modellen väger tre ton och invigdes i Strykjärnsparken, Söderhamn den 29 oktober och följdes tätt inpå av invigningen av Merkurius-modellen vid Stadsmuseet i Stockholm den 14 november. Modellen av Neptunus utformades i akryl och kan lysas upp under natten med blått ljus. Modellen av Merkurius utformades av konstnären Peter Varhelyi med nedsänkta kratrar och flera Merkurius-relaterade symboler. Det planterades under 1998 även en blomsterplantering utanför Sky city vid Arlanda flygplats för att symbolisera Jupiter, då en ordentlig modell vid denna tidpunkt var för dyrt.
Under 1999 invigdes ytterligare modeller. Modellen av Pluto och dess måne Charon, utformad av konstnären Bergsteinn Asbjörnsson, invigdes den 6 juni i parken utanför Staffansgården i Delsbo, Hudiksvalls kommun av kommunalrådet Åsa Lantz. I Karlshamn, Blekinge invigdes den 4 september en modell av Swift-Tuttles komet.
Under oktober 1999 invigdes modellen av jorden på Naturhistoriska riksmuseet i Stockholm. Modellen invigdes av TV-meteorologen Pär Holmgren. Jorden-modellen kan med hjälp av kontakt med satelliter på en närliggande skärm visa områden på modellens yta så som de ser ut från rymden. Modellen av Mars invigdes i Mörby centrum i Danderyds kommun den 29 oktober. Modellen designades av Heikki Haapanen; dess röda färg kommer av planetens riktiga färg och den står på en bottenplatta i stål föreställande jorden, något som Haapanen tänkt ska symbolisera planetens förbindelse med jorden och de många rymdsonder som skickats till Mars. Modellens yta är också täckt av en rad kemiska symboler för ämnen som är vanliga på planeten. Skådespelaren Jörgen Lantz närvarade under Mars-invigningen.
Under 1998 eller 1999[källa behövs] invigdes en avbildning av asteroiden 306367 Nut (då känd som 5025 PL) i Alsike, Knivsta av skulptören Eric Ståhl. Asteroiden representeras av en 0,2 mm bred prick i en relief om Sweden Solar System. 1999 gav även Gahm och Brenning ut en bok om projektet med titeln Solsystemet i tid och rum.

### 2000-talet

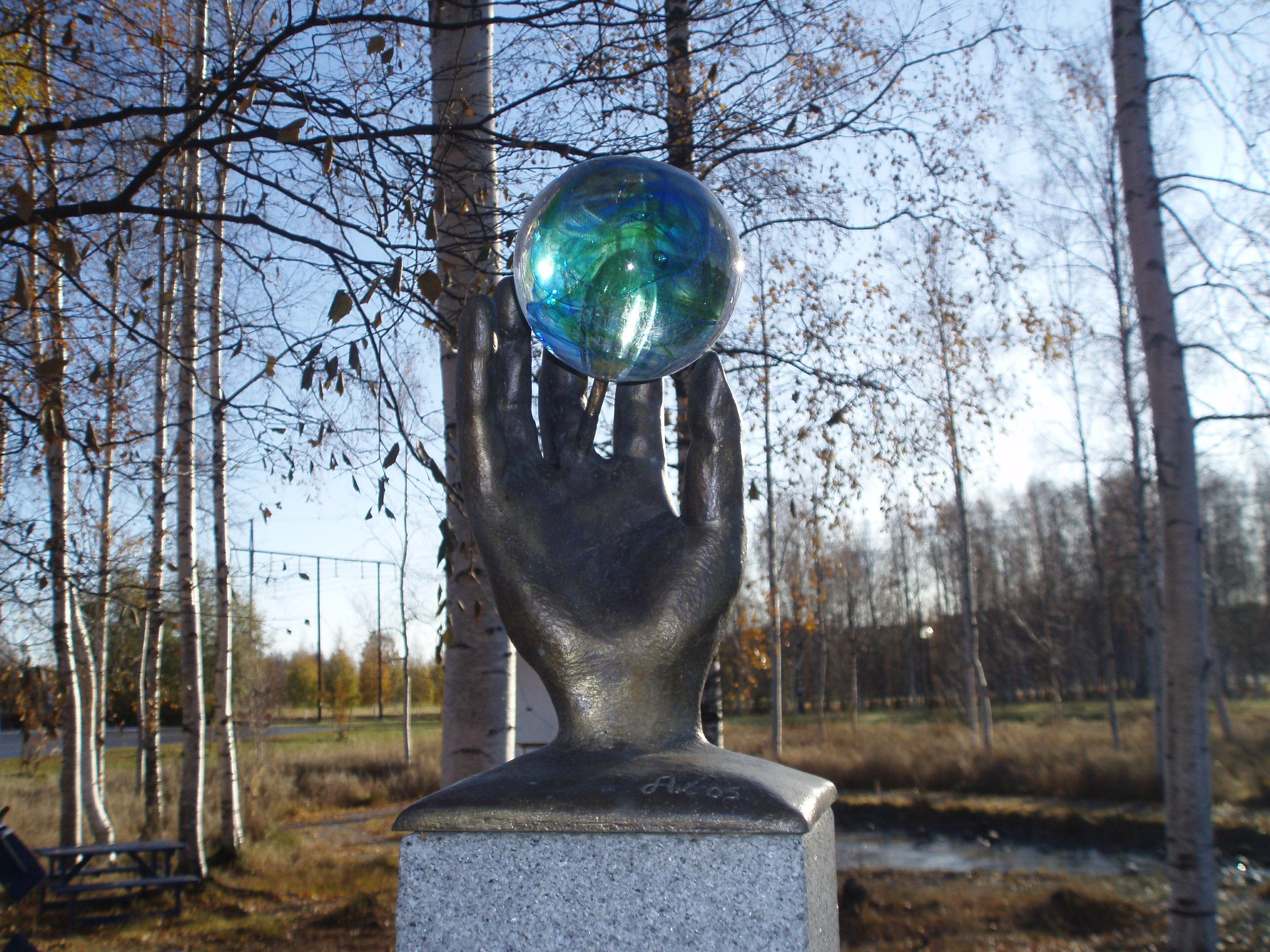
Modell av dvärgplaneten Sedna i Luleå, invigd 8 december 2005

Elever på Mörbyskolan i Danderyds kommun utformade som ett skolprojekt en modell av asteroiden 433 Eros, vilken invigdes som en del av Sweden Solar System den 14 februari 2000, samma dag då rymdsonden NEAR Shoemaker gick in i omloppsbana runt asteroiden. Modellen är gjord i rent guld och är endast 2 millimeter bred. Den har sedan invigningen varit utställd vid skolans huvudentré. Den 11 november 2000 invigdes även en modell av månen på Naturhistoriska riksmuseet i Stockholm. Modellen placerades på en pelare på skalenligt avstånd från modellen av jorden och designades av Peter Varhelyi.
18 april 2002 invigdes en modell av dvärgplaneten Ixion på Technichus i Härnösand, vilket enligt skalan motsvarar Ixions position när den är som längst bort från solen. Under 2004[källa behövs] invigdes ett monument till terminalchocken utanför Institutet för rymdfysik i Kiruna, 950 kilometer från globen. Terminalchocken är solsystemets yttre gräns, så långt som solvinden kan anta. Samma år som monumentet invigdes passerade rymdsonden Voyager 1 terminalchocken.
En modell av dvärgplaneten Sedna (upptäckt den 14 november 2003) invigdes i Luleå den 8 december 2005. Sedna beräknades av Fysikprofessorn Sverker Fredriksson vid Luleå tekniska universitet ligga på samma avstånd i förhållande till solen som Luleå ligger i förhållande till Globen i skala 1:20 miljoner. Sedna har en mycket elliptisk bana, vilket innebär att himlakroppen bara under mycket kort tid vart 172:a år befinner sig på detta avstånd, men det bestämdes att ändå sätta upp en symbolisk himlakropp i parken utanför Teknikens Hus i Luleå då avståndet speglade Sednas avstånd då dvärgplaneten upptäcktes. Vidare ansågs namnet Sedna, "de frustna djupens gudinna" inom inuitisk mytologi, passa bra för Luleå. Modellen gjordes av konstnären Antero Koskitalo och Teknikens Hus stod för invigningen, vilken bevistades av Koskitalo, Gösta Gahm, kommunalrådet Karl Petersen, dansaren Stina Hörtin samt Britt-Marie Forslund från Teknikens Hus.
Under sommaren 2005 upptäcktes dvärgplaneten Eris, vilken redan tidigt under 2006 planerades gestaltas i Umeå. Uppdraget att ta fram en modell gick till Kulturverket, Umeå kommun och himlakroppen formgavs av Theresa Berg, student vid Designhögskolan i Umeå. Bergs gyllene modell av Eris anspelar på det guldäpple som den mytologiska Eris kastar i Iliaden. Eris måne Dysnomia är representerad i modellform 1,9 meter ifrån Eris-modellen. Modellen invigdes på Umevatoriet den 6 december 2007. Under invigningen spelades musik som förskolebarn fått skapa om Eris och Gösta Gahm höll en föreläsning med titeln "Planetpromenader".
Det internationella astronomiåret 2009 inspirerade till nya modeller i Sweden Solar System, inklusive modeller av Halleys komet samt Saturnus månar. Projektet med Saturnus månar anordnades av  Ångströmlaboratoriet i Uppsala som ett skolprojekt där planetens olika månar delades ut till olika skolor och elever från varje skola fick i uppdrag att ta fram en modell. Totalt lottades 32 av Saturnus över 80 månar ut. Månarna fick utformas som skolorna själva önskade men var tvungna att vara permanenta och hålla sig inom den utsatta storleken. Det hölls även en tävling där skaparna av den bästa månen vann priset att namnge en asteroid. Prisutdelningen sköttes i samband med invigningen av modellen av Saturnusmånen Titan året därefter. Modellen av Halleys komet, placerad på Vetenskapscentret Balthazar i Skövde, togs fram av Johan Wiking, baserat på ett bidrag till en tävling om utformningen av kometen från en klass vid Käpplundaskolan. Modellen består av tre reliefer placerade längs med en vägg.

### 2010-talet

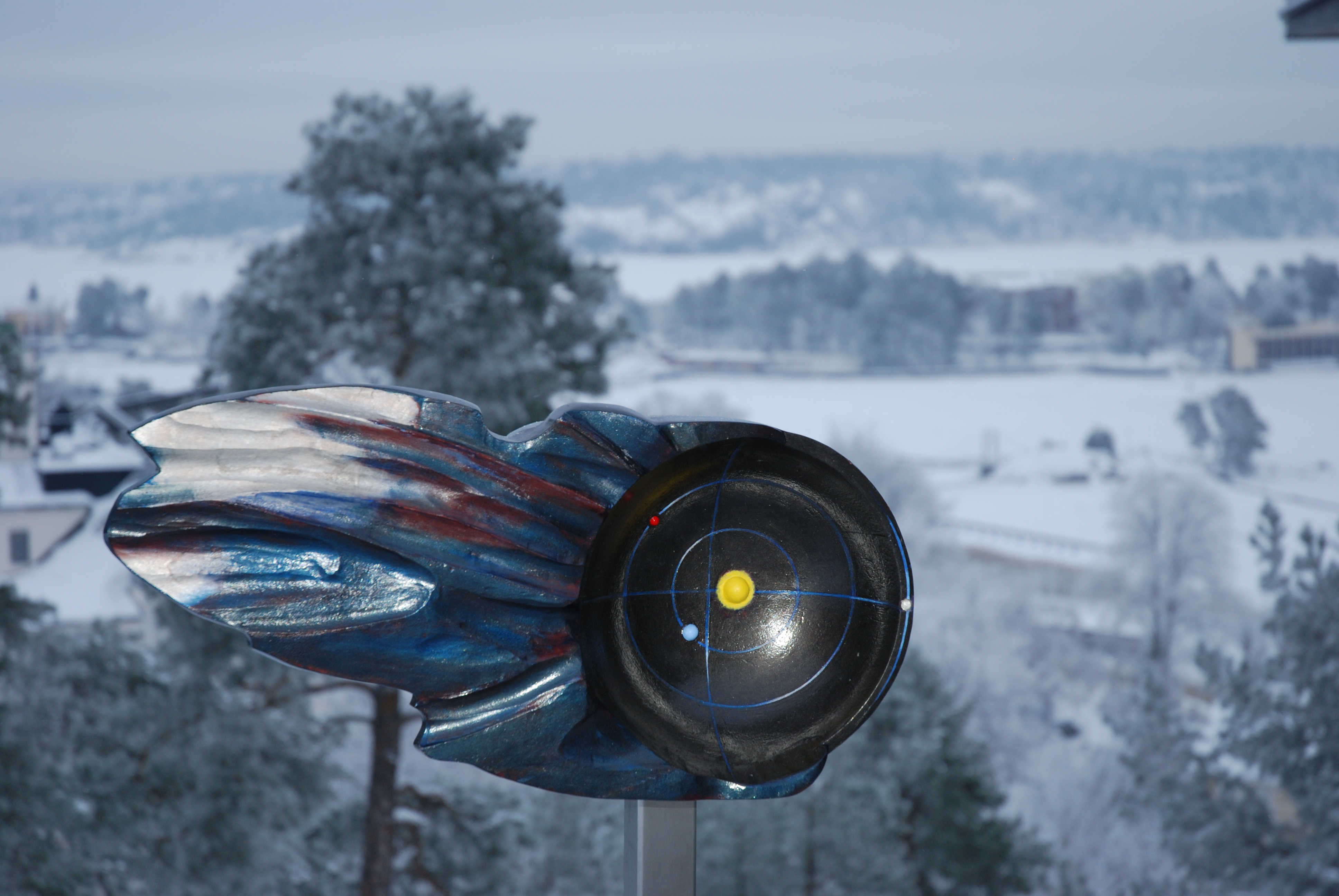
Modell av asteroiden 36614 Saltis i Saltsjöbaden av Bosse Falk, invigd 14 januari 2010

En modell av asteroiden 36614 Saltis invigdes den 14 januari 2010 av Kunskapsskolan i Saltsjöbaden i samarbete med Statens Fastighetsverk. Modellen är gjord av Bosse Falk och visar asteroidens plats i solsystemet; själva representationen av Saltis är mindre än en millimeter i diameter. Saltis upptäcktes 2000 av Alexis Brandeker vid Stockholms observatorium i Saltsjöbaden (på samma plats där Kunskapsskolan idag ligger) och asteroiden är döpt efter Saltsjöbaden. Av ren tillfällighet så är asteroidens avstånd från solen sådant att den i Sweden Solar Systems skala kan placeras i just Saltsjöbaden. Under invigningen höll upptäckaren Brandeker tal, vilket följdes av presentationer och filmvisningar.
Den 11 september 2010 invigdes modellen av Saturnusmånen Titan vid Celsiushuset i centrala Uppsala. Modellen, utformad av designern Håkan Harryson, skulle skalenligt haft en diameter på 24 centimeter men fick en på 40 centimeter för att ta månens tjocka atmosfär i åtanke.

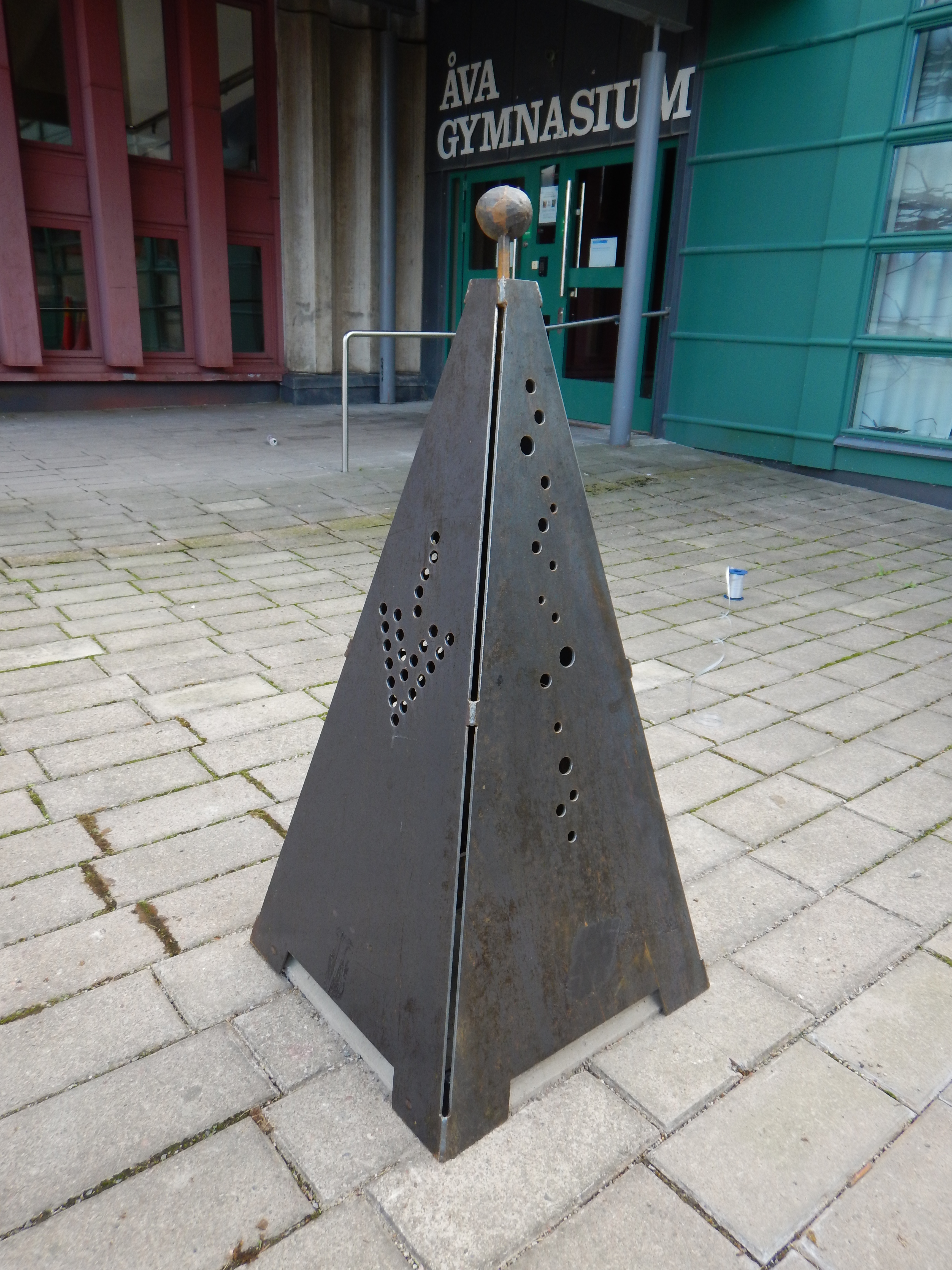
Modell av asteroiden 4 Vesta utanför Åva gymnasium i Täby, invigd 6 september 2017

Kring Astronomins dag och natt 2017 (23 september) invigdes tre nya modeller i Sweden Solar System. En modell av asteroiden 4 Vesta invigdes den 6 september vid Åva gymnasium i Täby. Initiativtagaren till projektet var Åke Dahllöf, lärare vid gymnasiet, och modellen skapades av Peter Varhelyi. Modellen är en oval kula med en diameter på cirka tre centimeter, placerad på en större sockel. På sockelns sidor avbildas antika symboler för Vesta samt en skiss av Vestafamiljen av asteroider. Under Astronomins dag och natt den 23 september invigdes modeller av dvärgplaneterna Gonggong (som vid tidpunkten ännu inte fått ett namn) och Makemake. Modellen av Makemake finns i Slottsskogsobservatoriet i Göteborg och formgavs av Katja Lindblom. Invigningen förrättades av John Conway, föreståndare vid Onsala rymdobservatorium. Modellen av Gongong finns i Tycho Brahe-observatoriet i Oxie, Malmö och formgavs av Stefan Agnani. Under invigningen av Gongong-modellen medverkade dvärgplanetens upptäckare Megan Schwamb via Skype.
Under våren 2017 utlyste tidningen Populär Astronomi en tävling för att utse nästa dvärgplaneter som skulle läggas till i Sweden Solar System och vilka orter de skulle placeras i. Tävlingen vanns av konstnären Julia Niklasson från Uddevalla, som ritade ett förslag till ett konstverk i betong, granit och järn föreställande dvärgplaneten Varda och dess måne Ilmarë. Niklassons bidrag valdes av Populär Astronomis redaktion tillsammans med både Gösta Gahm och Nils Brenning. Niklassons modell invigdes inte förrän 2021. Andraplatsvinnaren, dvärgplaneten Quaoar designad av konstnären Paul Jörgensen på uppdrag av Gislaveds Astronomiska Sällskap Orion, invigdes redan den 18 november samma år av Gösta Gahm.
Den 12 augusti 2018 invigdes Plönningeobservatoriet i Plönninge utanför Halmstad, Halland. Närvarande vid observatorieinvigningen var Gösta Gahm, som invigde en modell av det interstellära föremålet 1I/ʻOumuamua för Sweden Solar System. Under invigningen höll Gahm tal och berättade om 1I/ʻOumuamua. Modellen skapades av Charlotte Hellin, med hjälp av sina kollegor vid Hallands Astronomiska Sällskap. 1I/ʻOumuamua är i verkligheten endast 230 meter lång, vilket i skalan 1:20 miljoner innebär endast 0,3 millimeter. Modellen av 1I/ʻOumuamua är egentligen åtta centimeter lång, men har placerats i något som ser ut som ett teleskop för att ge en illusion at den är uppförstorad.
Jupiter saknade länge en 3D-modell i Sweden Solar System. Blomsterplanteringen som länge representerat planeten försvann då ett Clarion Hotell konstruerades på samma plats. Den 26 maj 2019 invigdes till slut en modell av planeten, bestående av en lysande ring med en diameter på 7,1 meter i taket på konferensrummet i Clarion Hotell. Modellen innefattar även de Galileiska månarna (Jupiters fyra största månar Callisto, Ganymedes, Europa och Io), skalade i avstånd och storlek till Jupiter, samt två upplysta informationstavlor. Den påkostade modellen sponrades av försäkringsbolaget Storebrand och flygplatsföretaget Swedavia och den utformades av arkitekterna Eva M. Persson och Erika Pekkari hos bolaget Strategisk arkitektur.
En modell av dvärgplaneten Haumea och dess två månar Hiʻiaka och Namaka invigdes under Astronomins dag och natt (27 september) 2019 i 2047 Science Center i Borlänge. Modellen designades av Heléne Ecström och utgörs av en gnistrande oval (Haumea) och två mindre stenar (månarna) infogade i en djupblå bakgrund. Deras plats i 2047 Science Center säkerställdes på initiativ av Frida Hallmans. Vid invigningen närvarade Gösta Gahm och Heléne Ecström.

### 2020-talet
Modellen av Varda och Ilmarë, som vann Populär Atronomis tävling 2017, invigdes till slut den 4 september 2021 på Bohusläns museum i Uddevalla. Modellen är gjord av Bohusgranit, ett lokalt material, och skapades av Julia Niklasson i samarbete med bildhuggaren Aiman Esper. Under invigningen berättade Niklasson om modellens utformning och det anordnades en musikföreställning av bandet Zong Ztar. Representanter från Astronomisk Ungdom tog även med teleskop till invigningen och anordnade stjärnskådning.

## Framtida projekt
Av solsystemets planeter saknar endast Saturnus en modell i Sweden Solar System. Under 2009 representerades planeten under en tid av en matta placerad vid Celsiushuset i Uppsala. Saturnus planerades under en längre tid att representeras som kupolen till ett planerat skolplanetarium i Uppsala, men projektet föll ihop på grund av finansieringsproblem. En modell av Saturnus planeras fortfarande konstrueras i Uppsala, 73 km från Globen, men än så länge har inget förverkligats förutom att ett flertal av planetens månar har placerats runtom i staden. För att behålla skalan med de andra modellerna skulle Saturnus-modellen behöva vara ungefär 6,1 meter i diameter, kanske så stor som 12–14 meter om dess ringsystem också inkluderas.
Bland ytterligare framtida modeller som ska tilläggas till Sweden Solar System är kometen 67P/Churyumov-Gerasimenko. Izabella Remmert, då medlem i Astronomisk Ungdom, vann tredje plats i Populär Astronomis tävling 2017 och modellen planeras att uppföras i Ösmo utanför Nynäshamn, Södermanland. Även modeller av dvärgplaneterna Ceres (antagligen i någon av Stockholms förorter eller på en ö i Stockholms skärgård), 2002 MS4 och Orcus, samt objekten Varuna, Salacia och 2015 RR245 utgör eventuella framtida projekt. Det har även funnits planer på att uppföra en modell av asteroiden 216 Kleopatra vid Rosenhills trädgårdar och musteri på Ekerö.
Det finns även idéer att utöver terminalchockens informationstavla i Kiruna även skapa en konstnärlig gestaltning.

## Uppmärksammande
Sweden Solar System har uppmärksammat i olika media i hela världen och de olika modellerna som ingår har besökts av många turister. Under sommaren 2018 gjorde ett polskt TV-team en dokumentär om projektet i vilken de reste runt i Sverige och besökta de olika modellerna.
Ett flertal av modellerna som ingår i Sweden Solar System blir regelbundet besökta av skolklasser. Under Astronomins dag och natt har även Sweden Solar System ofta stått i fokus utöver invigningen av nya modeller, bland annat hölls det under Astronomins dag 2015 ett motionslopp från Globen (solen) till Mörby centrum (Mars). Gösta Gahm berättade i en intervju 2011 att eftersom Sweden Solar System inte sköts av en enskild organisation så är det svårt att uppdatera intresserade om projektets fortgång, samt att många turistinformationer på de platser där modeller finns inte känner till något om modellernas innebörd eller delaktighet i det större projektet.

## Vandalism och nyinvigningar

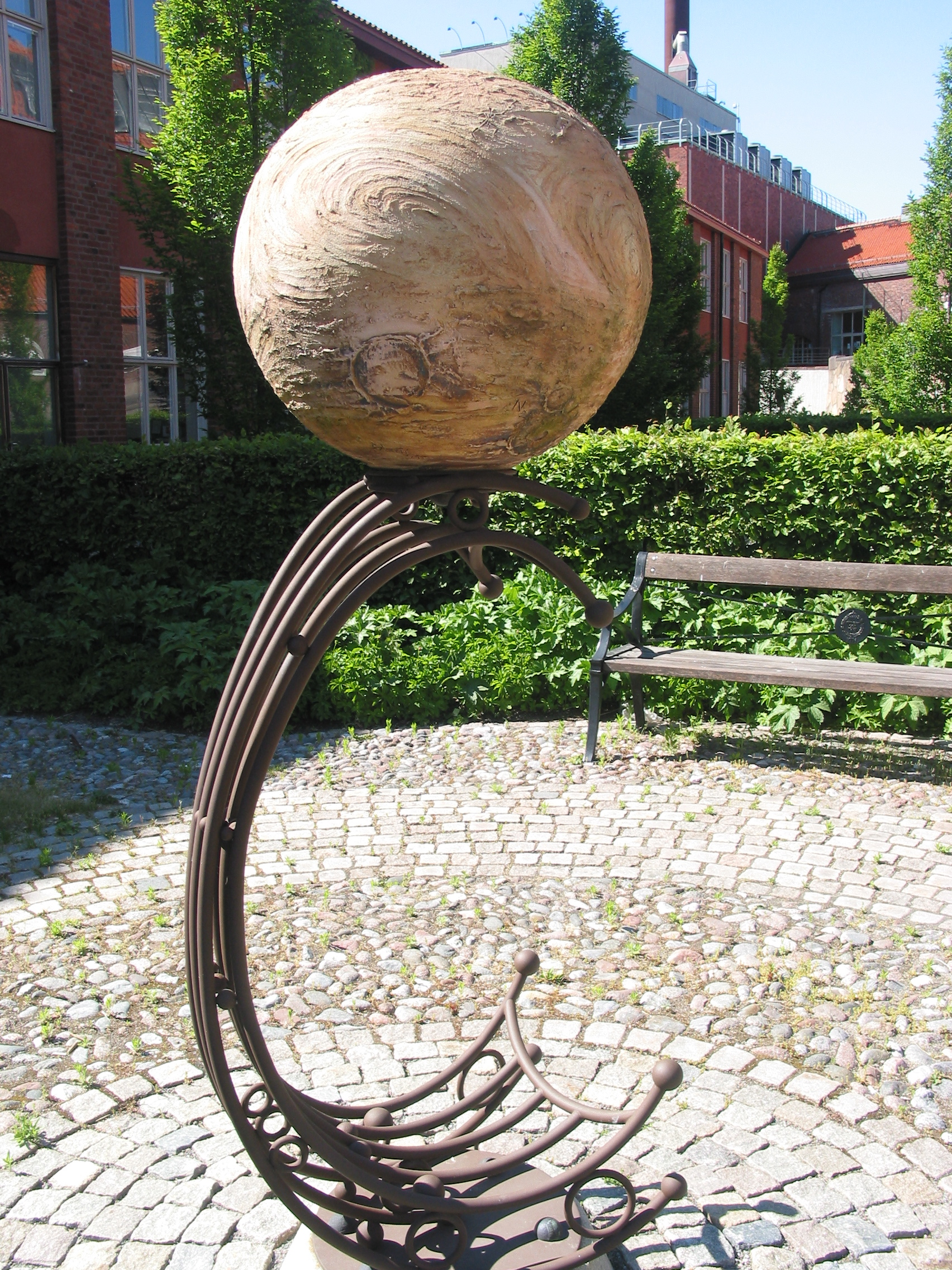
Den före detta modellen av Venus på Kungliga tekniska högskolan i Stockholm, stulen under sommaren 2011

Två av modellerna som ingått i Sweden Solar System har utsatts för vandalism. Under ett antal år utstod modellen av Uranus i Furuviksparken utanför Gävle upprepade fall av vandalism. Istället för att laga den gamla modellen så återuppbyggdes en Uranus-modell i Lövstabruk i Uppland, en plats som enligt skalan reflekterar när planeten är som närmast solen. Modellen invigdes på Astronomins dag 2012 (13 oktober) då både Gösta Gahm och Nils Brenning närvarade. I närheten av den nya modellen uppfördes även en betydligt mindre modell av Olbers komet. Formgivningen av den nya Uranus-modellen och modellen av Olbers komet sköttes av Forsmarks mekaniska verkstad.
En allvarligare händelse var då modellen av Venus på KTH blev bortsvetsad och stulen under en sommarnatt 2011. En ny Venus-modell, utformad av konstnären Peter Varhelyi, invigdes den 9 maj 2016 utanför Vetenskapens Hus i närheten. Den nya modellen togs fram av ett samarbete mellan Albanova Universitetscentrum, Nordita, Vetenskapens Hus, Svenska astronomiska sällskapet samt diverse organisationer både på KTH och Stockholms universitet. Invigningen skedde i samband med att Merkurius passerade framför solskivan, vilket under dagen kunde observeras med teleskop och andra instrument. Gösta Gahm närvarade under invigningen och berättade om Sweden Solar System. Den nya modellen omgärdas av fem plattor med schematiska beskrivningar av olika aspekter av Venus.

## Modellen, samordning och finansiering

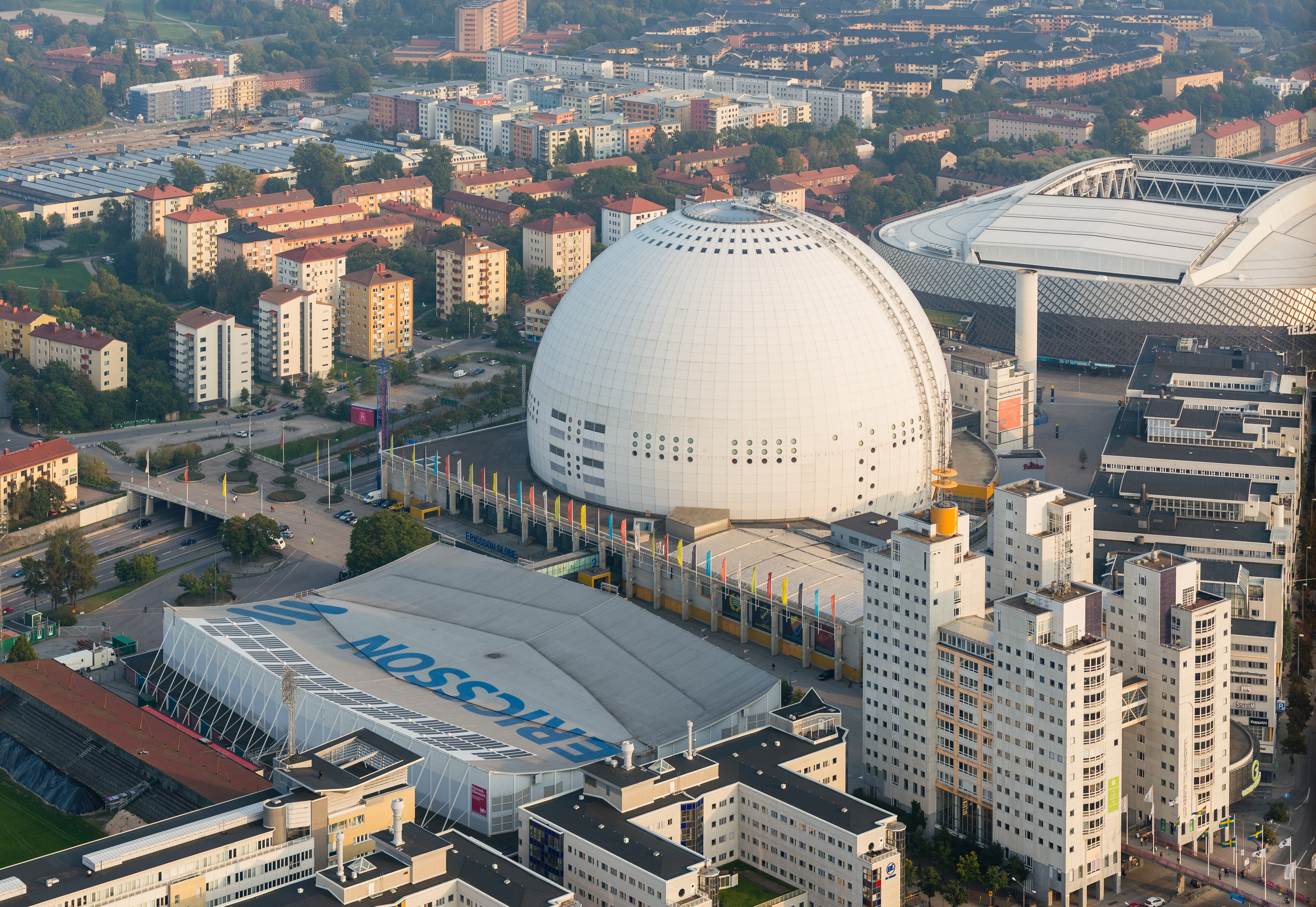
Globen i Stockholm representerar solen i Sweden Solar System

Sweden Solar System består av 26 installationer; ett flertal av installationer innehåller mer än en himlakropp på grund av att himlakroppars månar också i flera fall representeras. Utöver planeterna och dess månar innefattar Sweden Solar System även ett stort antal asteroider och andra objekt. Planeterna är mer eller mindre uppradade i nord-sydlig riktning från Globen men mindre kroppar, dvärgplaneter och asteroider m.m., är spridda på alla håll i landet, från Kiruna i norr till Malmö i söder.
Alla modeller är skalade i storlek och avstånd relativt till Globen; skalan är ungefär 1:20 miljoner. Många av modellerna är utformade av designers eller konstnärer. Under utformandet av modellerna så har konstnärlig vision ofta prioriterats över helt vetenskapligt korrekta gestaltningar över himlakropparna; även om de olika himlakropparna följer skalan satt av Globens storlek så pryds de också ofta av ytterligare vetenskapliga och mytologiska motiv, ofta olika symboler.
Gahm och Brenning koordinerade länge projektet tillsammans men det fanns aldrig någon central organisation som skötte projektet, eller någon budget som användes för att finansiera de olika modellerna. Idag samordnas projektet huvudsakligen av Svenska astronomiska sällskapet. Gahm och Brenning har kallat projektet för ett "anarkistiskt projekt" då de till nya modeller ofta söker upp och kontaktar institutioner eller personer som skulle kunna vara intresserade att stödja ekonomiskt. 2011 hade projektet sammanlagt kostat mellan 10,000 och 200,000 kronor. Sweden Solar System har stötts, även ekonomiskt, av det Svenska astronomiska sällskapet. En viktig bidragsgivare har också varit Stockholms Turistinformation som även spritt information om de olika installationerna. Individuella installationer har också stötts av diverse sponsorer.

## Lista över himlakroppar

### Solen och planeterna
| Himlakropp | Plats                                 | Invigd             | Konstnär/designer              | Avstånd från Globen | Diameter | Koordinater                                             |
| ---------- | ------------------------------------- | ------------------ | ------------------------------ | ------------------- | -------- | ------------------------------------------------------- |
| Solen      | Globen, Stockholm                     | 1989 (19 februari) | Berg Arkitektkontor            | —                   | 71 m     | 59°17′36.80″N 18°04′59.65″Ö / 59.2935556°N 18.0832361°Ö |
| Merkurius  | Stadsmuseet i Stockholm, Stockholm    | 1998 (14 november) | Peter Varhelyi                 | 2,9 km              | 25 cm    | 59°19′10.8″N 18°04′16.8″Ö / 59.319667°N 18.071333°Ö     |
| Venus      | Vetenskapens Hus, Stockholm           | 2016 (9 maj)       | Peter Varhelyi                 | 5,5 km              | 62 cm    | 59°21′10.38″N 18°03′30.28″Ö / 59.3528833°N 18.0584111°Ö |
| Jorden     | Naturhistoriska riksmuseet, Stockholm | 1999 (oktober)     |                                | 7,6 km              | 65 cm    | 59°22′07.7″N 18°03′16.0″Ö / 59.368806°N 18.054444°Ö     |
| Mars       | Mörby centrum, Mörby                  | 1999 (29 oktober)  | Heikki Haapanen                | 11,6 km             | 35 cm    | 59°23′54.0″N 18°02′11.3″Ö / 59.398333°N 18.036472°Ö     |
| Jupiter    | Clarion Hotell, Arlanda flygplats     | 2019 (26 maj)      | Eva M. Persson & Erika Pekkari | 40 km               | 7,1 m    | 59°38′58,52″N 17°55′50,38″Ö / 59.63333°N 17.91667°Ö     |
| Uranus     | Bygdegården, Lövstabruk               | 2012 (13 oktober)  | Forsmarks mekaniska verkstad   | 146 km              | 2,1 m    | 60°24′31.0″N 17°52′36.5″Ö / 60.408611°N 17.876806°Ö     |
| Neptunus   | Strykjärnsparken, Söderhamn           | 1998 (29 oktober)  |                                | 229 km              | 2,5 m    | 61°18′08.0″N 17°03′20.5″Ö / 61.302222°N 17.055694°Ö     |

Saturnus, som planeras ta plats i Uppsala, saknar fortfarande en modell i Sweden Solar System men ett stort antal av planetens månar finns representerade i staden.

### Planeternas månar
Modellerna av planeternas månar är för det mesta placerade i närheten av planeternas modeller på skalenligt avstånd, dvs. befinner sig på samma avstånd från Globen som planeterna de tillhör. Saturnus (som ännu inte har en modell) månar är utspridda i Uppsala, alla på ungefär 73 kilometers avstånd från Globen.
| Himlakropp | Plats                                          | Invigd              | Konstnär/designer              | Planet   | Diameter | Koordinater                                             |
| ---------- | ---------------------------------------------- | ------------------- | ------------------------------ | -------- | -------- | ------------------------------------------------------- |
| Månen      | Naturhistoriska riksmuseet, Stockholm          | 2000 (11 november)  | Peter Varhelyi                 | Jorden   | 18 cm    | 59°22′08.0″N 18°03′15.7″Ö / 59.368889°N 18.054361°Ö     |
| Callisto   | Clarion Hotell, Arlanda flygplats              | 2019 (26 maj)       | Eva M. Persson & Erika Pekkari | Jupiter  |          |                                                         |
| Ganymedes  | Clarion Hotell, Arlanda flygplats              | 2019 (26 maj)       | Eva M. Persson & Erika Pekkari | Jupiter  |          |                                                         |
| Europa     | Clarion Hotell, Arlanda flygplats              | 2019 (26 maj)       | Eva M. Persson & Erika Pekkari | Jupiter  |          |                                                         |
| Io         | Clarion Hotell, Arlanda flygplats              | 2019 (26 maj)       | Eva M. Persson & Erika Pekkari | Jupiter  |          |                                                         |
| Titan      | Celsiushuset, Uppsala                          | 2010 (11 september) | Håkan Harrysson                | Saturnus | 40 cm    | 59°51′34″N 17°38′14″Ö / 59.85944°N 17.63722°Ö           |
| Janus      | Bolandgymnasiet, Uppsala                       | 2009                | Skolelever                     | Saturnus | 0.89 cm  | 59°51′25″N 17°40′0″Ö / 59.85694°N 17.66667°Ö            |
| Pandora    | Celsiusskolan, Uppsala                         | 2009                | Skolelever                     | Saturnus | 0.42 cm  | 59°51′50″N 17°39′55″Ö / 59.86389°N 17.66528°Ö           |
| Calypso    | Uppsala estetiska gymnasium, Uppsala           | 2009                | Skolelever                     | Saturnus | 0.095 cm | 59°51′23.91″N 17°39′56.53″Ö / 59.8566417°N 17.6657028°Ö |
| Mimas      | Fyrisskolan, Uppsala                           | 2009                | Skolelever                     | Saturnus | 1.99 cm  | 59°51′54.98″N 17°37′38.96″Ö / 59.8652722°N 17.6274889°Ö |
| Epimetheus | Internationella gymnasiet, Uppsala             | 2009                | Skolelever                     | Saturnus | 0.6 cm   | 59°51′22.76″N 17°39′26.09″Ö / 59.8563222°N 17.6572472°Ö |
| Telesto    | NTI-gymnasiet, Uppsala                         | 2009                | Skolelever                     | Saturnus | 0.12 cm  | 59°50′23.9″N 17°38′57.27″Ö / 59.839972°N 17.6492417°Ö   |
| Ymir       | Grillska Gymnasiet, Uppsala                    | 2009                | Skolelever                     | Saturnus | 0.009 cm | 59°50′52.27″N 17°36′24.35″Ö / 59.8478528°N 17.6067639°Ö |
| Rhea       | Katedralskolan, Uppsala                        | 2009                | Skolelever                     | Saturnus | 7.64 cm  | 59°51′34″N 17°37′29″Ö / 59.85944°N 17.62472°Ö           |
| Pan        | Lundellska skolan, Uppsala                     | 2009                | Skolelever                     | Saturnus | 0.1 cm   | 59°50′15.2″N 17°39′8.4″Ö / 59.837556°N 17.652333°Ö      |
| Atlas      | Rosendalsgymnasiet, Uppsala                    | 2009                | Skolelever                     | Saturnus | 0.16 cm  | 59°50′26.86″N 17°37′58.31″Ö / 59.8407944°N 17.6328639°Ö |
| Paaliaq    | Almtunaskolan, Uppsala                         | 2009                | Skolelever                     | Saturnus | 0.11 cm  | 59°51′47.22″N 17°39′45.79″Ö / 59.8631167°N 17.6627194°Ö |
| Bergelmir  | Balderskolan (Raoul Wallenbergskolan), Uppsala | 2009                | Skolelever                     | Saturnus | 0.03 cm  | 59°51′44.48″N 17°38′14.57″Ö / 59.8623556°N 17.6373806°Ö |
| Prometheus | Brantingskolan, Uppsala                        | 2009                | Skolelever                     | Saturnus | 0.5 cm   | 59°52′0.52″N 17°40′3.54″Ö / 59.8668111°N 17.6676500°Ö   |
| Anthe      | Brune skola, Uppsala (nedlagd)                 | 2009                | Skolelever                     | Saturnus | 0.005 cm | 59°51′43″N 17°36′57″Ö / 59.86194°N 17.61583°Ö           |
| Methone    | Danmarks skola, Uppsala                        | 2009                | Skolelever                     | Saturnus | 0.015 cm | 59°49′53.62″N 17°44′19.93″Ö / 59.8315611°N 17.7388694°Ö |
| Skathi     | Eriksbergsskolan, Uppsala                      | 2009                | Skolelever                     | Saturnus | 0.04 cm  | 59°50′24.1″N 17°36′1.9″Ö / 59.840028°N 17.600528°Ö      |
| Daphnis    | Gluntens Montessoriskola, Uppsala              | 2009                | Skolelever                     | Saturnus | 0.035 cm | 59°50′52.5″N 17°36′28.1″Ö / 59.847917°N 17.607806°Ö     |
| Phoebe     | Gottsundaskolan, Uppsala                       | 2009                | Skolelever                     | Saturnus | 1.2 cm   | 59°48′31.9″N 17°37′46.16″Ö / 59.808861°N 17.6294889°Ö   |
| Albiorix   | Gränbyskolan, Uppsala                          | 2009                | Skolelever                     | Saturnus | 0.16 cm  | 59°52′17.7″N 17°39′29″Ö / 59.871583°N 17.65806°Ö        |
| Siarnaq    | von Bahrs skola, Uppsala                       | 2009                | Skolelever                     | Saturnus | 0.2 cm   | 59°52′40.8″N 17°38′56.04″Ö / 59.878000°N 17.6489000°Ö   |
| Enceladus  | Kvarngärdesskolan, Uppsala                     | 2009                | Skolelever                     | Saturnus | 2.5 cm   | 59°52′8.45″N 17°39′12.54″Ö / 59.8690139°N 17.6534833°Ö  |
| Kiviuq     | Malmaskolan, Uppsala                           | 2009                | Skolelever                     | Saturnus | 0.08 cm  | 59°49′32.2″N 17°37′21.2″Ö / 59.825611°N 17.622556°Ö     |
| Tarvos     | Årstaskolan, Uppsala                           | 2009                | Skolelever                     | Saturnus | 0.075 cm | 59°52′3.05″N 17°41′9.93″Ö / 59.8675139°N 17.6860917°Ö   |
| Hyperion   | Stenhagenskolan, Uppsala                       | 2009                | Skolelever                     | Saturnus | 1.33 cm  | 59°51′26.08″N 17°33′58.9″Ö / 59.8572444°N 17.566361°Ö   |
| Ijiraq     | Stordammens skola, Uppsala                     | 2009                | Skolelever                     | Saturnus | 0.06 cm  | 59°48′36.49″N 17°42′15.26″Ö / 59.8101361°N 17.7042389°Ö |
| Japetus    | Tiundaskolan, Uppsala                          | 2009                | Skolelever                     | Saturnus | 8.36 cm  | 59°51′39.07″N 17°36′37.16″Ö / 59.8608528°N 17.6103222°Ö |
| Aegir      | Tunabergsskolan, Uppsala                       | 2009                | Skolelever                     | Saturnus | 0.03 cm  | 59°52′30.28″N 17°36′58.68″Ö / 59.8750778°N 17.6163000°Ö |
| Dione      | Uppsävjaskolan, Uppsala                        | 2009                | Skolelever                     | Saturnus | 5.59 cm  | 59°49′12.08″N 17°42′21.08″Ö / 59.8200222°N 17.7058556°Ö |
| Tethys     | Vaksalaskolan, Uppsala                         | 2009                | Skolelever                     | Saturnus | 5.3 cm   | 59°51′40.23″N 17°38′52.85″Ö / 59.8611750°N 17.6480139°Ö |
| Fornjot    | Valsätraskolan, Uppsala                        | 2009                | Skolelever                     | Saturnus | 0.03 cm  | 59°49′16.69″N 17°37′47.1″Ö / 59.8213028°N 17.629750°Ö   |
| Jarnsaxa   | Vänge skola, Uppsala                           | 2009                | Skolelever                     | Saturnus | 0.03 cm  | 59°51′25.8″N 17°26′10″Ö / 59.857167°N 17.43611°Ö        |
| Helene     | Västra Stenhagenskolan, Uppsala                | 2009                | Skolelever                     | Saturnus | 0.16 cm  | 59°51′2″N 17°33′29.33″Ö / 59.85056°N 17.5581472°Ö       |

### Dvärgplaneter och asteroider
| Himlakropp               | Plats                              | Invigd                  | Konstnär/designer             | Avstånd från Globen   | Diameter                    | Koordinater                                           |
| ------------------------ | ---------------------------------- | ----------------------- | ----------------------------- | --------------------- | --------------------------- | ----------------------------------------------------- |
| 433 Eros                 | Mörbyskolan, Mörby                 | 2000 (14 februari)      | Skolelever                    | 11 km                 | 0,2 cm                      | 59°23′38″N 18°02′41″Ö / 59.39389°N 18.04472°Ö         |
| 36614 Saltis             | Kunskapsskolan, Saltsjöbaden       | 2010 (14 januari)       | Bosse Falk                    | 17 km                 | <0,1 cm                     | 59°16′21″N 18°18′17″Ö / 59.27250°N 18.30472°Ö         |
| 4 Vesta                  | Åva gymnasium, Täby                | 2017 (6 september)      | Peter Varhelyi                | 17 km                 | 3 cm                        | 59°26′24″N 18°03′47″Ö / 59.44000°N 18.06306°Ö         |
| 306367 Nut (5025 PL)     | Alsike, Knivsta                    | 1998/1999[källa behövs] | Eric Ståhl                    | 60 km                 | 0,02 cm                     | 59°43′14″N 17°48′11.5″Ö / 59.72056°N 17.803194°Ö      |
| Haumea, Hiʻiaka & Namaka | 2047 Science Center, Borlänge      | 2019 (27 september)     | Heléne Ecström                | 200 km                | 10 cm (Haumea)              | 60°29′17″N 15°25′50″Ö / 60.48806°N 15.43056°Ö         |
| Pluto & Charon           | Parken vid Staffansgården, Delsbo  | 1999 (6 juni)           | Bergsteinn Asbjörnsson        | 300 km                | 12 cm (Pluto) 6 cm (Charon) | 61°47′49.5″N 16°33′00.5″Ö / 61.797083°N 16.550139°Ö   |
| Quaoar                   | Gislaveds bibliotek, Gislaved      | 2017 (18 november)      | Paul Jörgensen                | 340 km                | 6 cm                        | 57°17′46.54″N 13°31′49.4″Ö / 57.2962611°N 13.530389°Ö |
| Ixion                    | Technichus, Härnösand              | 2002 (18 april)         |                               | 360 km                | 6,5 cm                      | 62°37′49.7″N 17°56′12.0″Ö / 62.630472°N 17.936667°Ö   |
| Makemake                 | Slottsskogsobservatoriet, Göteborg | 2017 (23 september)     | Katja Lindblom                | 400 km                | 7 cm                        | 57°41′30″N 11°56′36″Ö / 57.69167°N 11.94333°Ö         |
| Varda & Ilmarë           | Bohusläns museum, Uddevalla        | 2021 (4 september)      | Julia Niklasson & Aiman Esper | ~440 km[källa behövs] | 3.3 cm (Varda)              | 58°20′57.7″N 11°55′40.3″Ö / 58.349361°N 11.927861°Ö   |
| Gonggong                 | Tycho Brahe-observatoriet, Oxie    | 2017 (23 september)     | Stefan Agnani                 | 500 km                | 7,5 cm                      | 55°32′34″N 13°05′03″Ö / 55.54268°N 13.08428°Ö         |
| Eris & Dysnomia          | Umevatoriet, Umeå                  | 2007 (6 december)       | Theresa Berg                  | 510 km                | 13 cm (Eris)                | 63°50′11.8″N 20°15′45.5″Ö / 63.836611°N 20.262639°Ö   |
| Sedna                    | Teknikens Hus, Luleå               | 2005 (8 december)       | Antero Koskitalo              | 912 km                | 10 cm                       | 65°36′59.5″N 22°08′06.0″Ö / 65.616528°N 22.135000°Ö   |

### Övriga installationer
| Föremål             | Plats                               | Invigd             | Konstnär/designer            | Avstånd från Globen | Diameter | Koordinater                                            |
| ------------------- | ----------------------------------- | ------------------ | ---------------------------- | ------------------- | -------- | ------------------------------------------------------ |
| Olbers komet        | Bygdegården, Lövstabruk             | 2012 (13 oktober)  | Forsmarks mekaniska verkstad | 146 km              |          |                                                        |
| Halleys komet       | Vetenskapscentret Balthazar, Skövde | 2009               | Johan Wiking & skolelever    | 260 km              | Olika    | 58°23′14″N 13°51′11″Ö / 58.38722°N 13.85306°Ö          |
| Swift-Tuttles komet | Kreativum, Karlshamn                | 1999 (4 september) |                              | 390 km              | <1 cm    | 56°11′39″N 14°51′09″Ö / 56.19417°N 14.85250°Ö          |
| 1I/ʻOumuamua        | Plönningeobservatoriet, Plönninge   | 2018 (12 augusti)  | Charlotte Helin              | 440 km              | 0,03 cm  | 56°44′3.84″N 12°44′49.56″Ö / 56.7344000°N 12.7471000°Ö |
| Terminalchocken     | Institutet för rymdfysik, Kiruna    | 2004[källa behövs] |                              | 950 km              | —        | 67°50′27″N 20°24′34.5″Ö / 67.84083°N 20.409583°Ö       |

## Bildgalleri

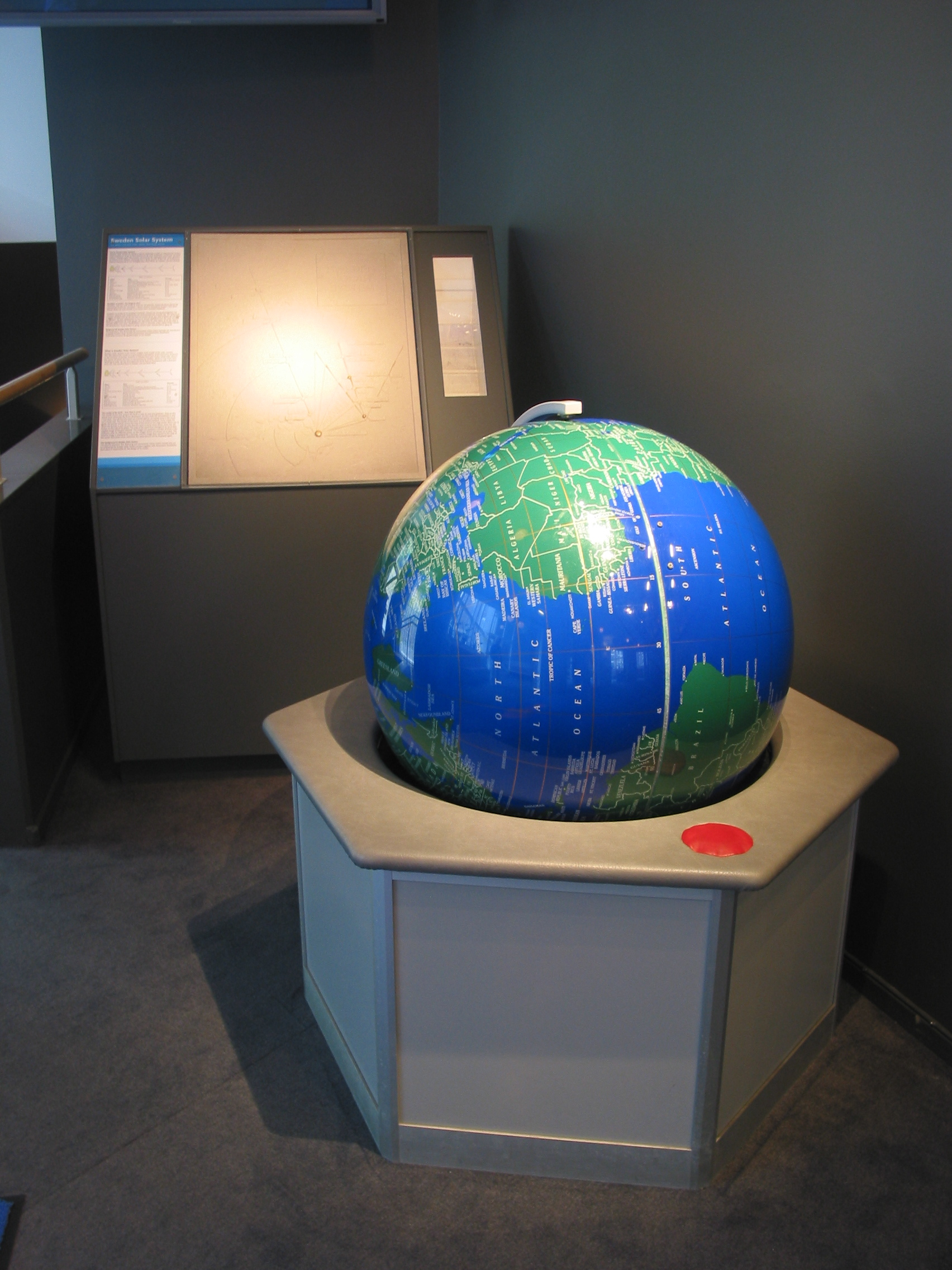
Jorden i Naturhistoriska riksmuseet
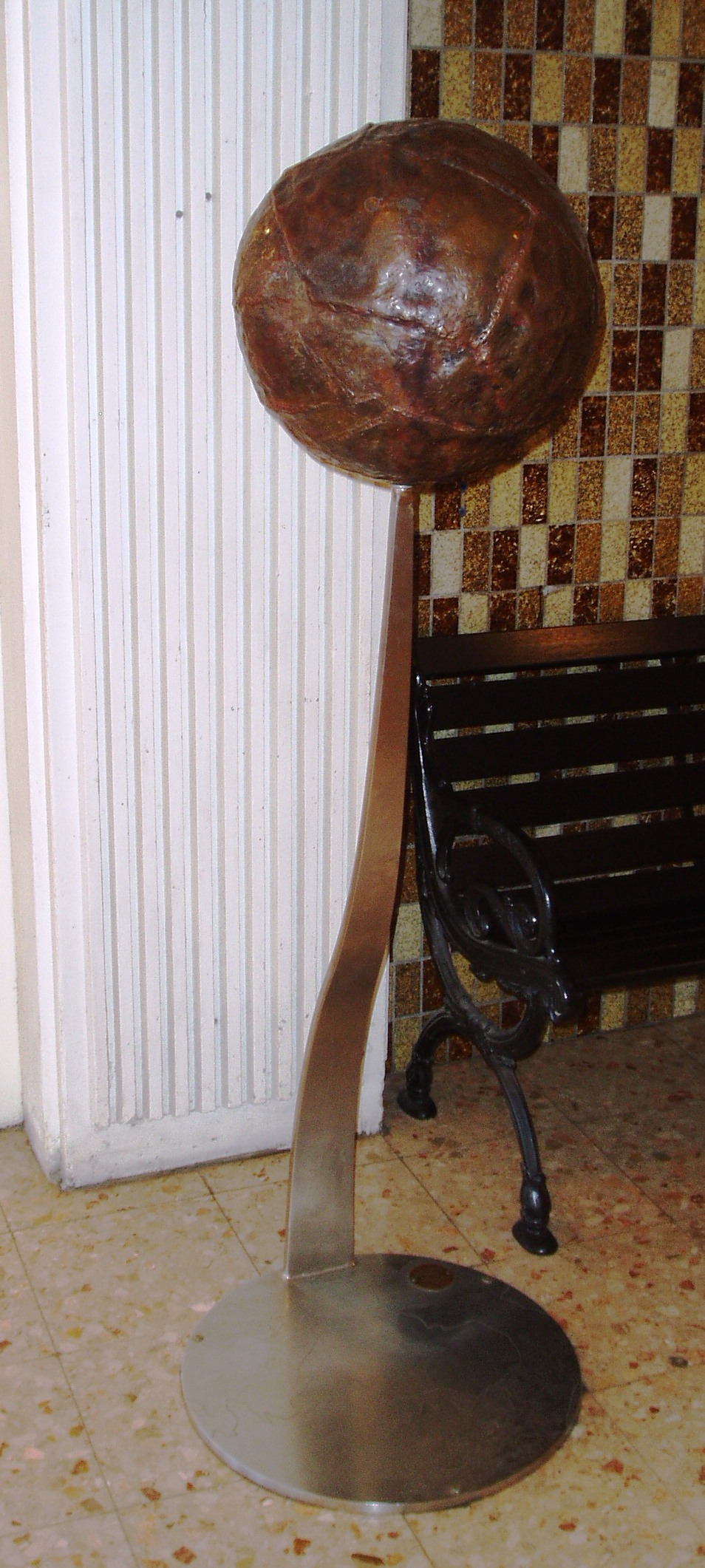
Mars i Mörby Centrum
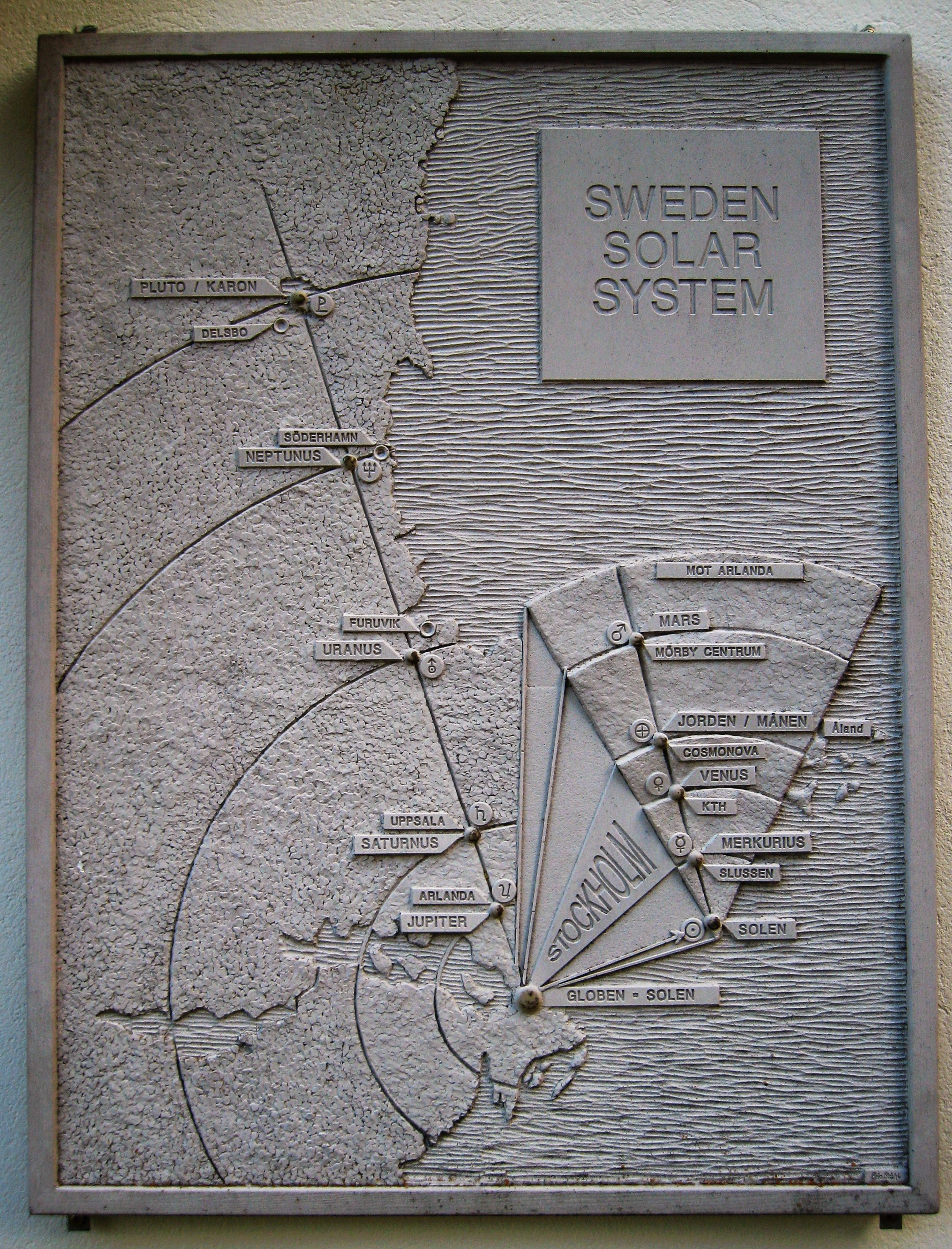
Relief av Eric Ståhl vid Margarethaskolan i Knivsta, platsen för 306367 Nut (5025 PL) i Sweden Solar System
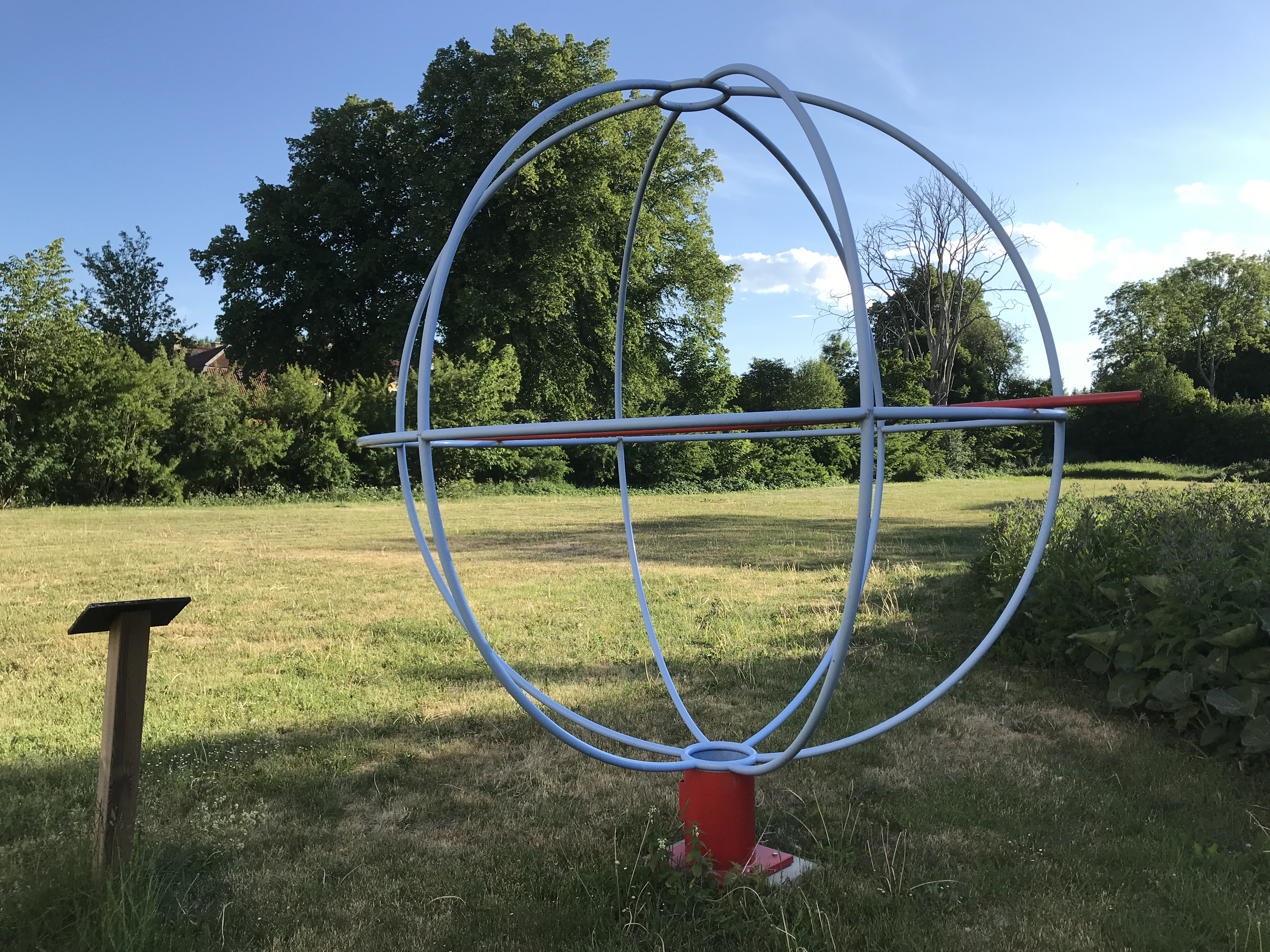
Uranus i Lövstabruk
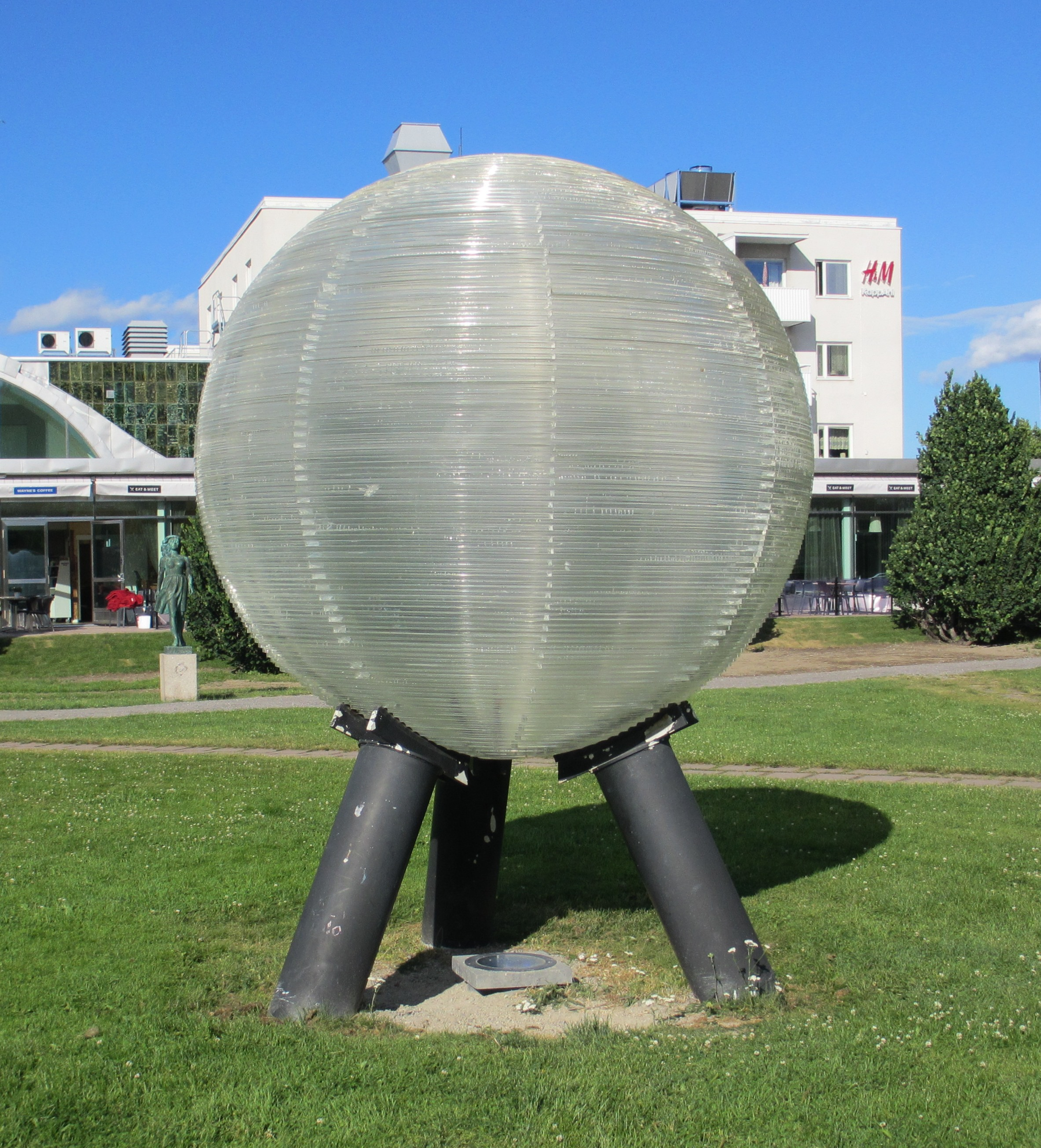
Neptunus i Strykjärnsparken, Söderhamn.
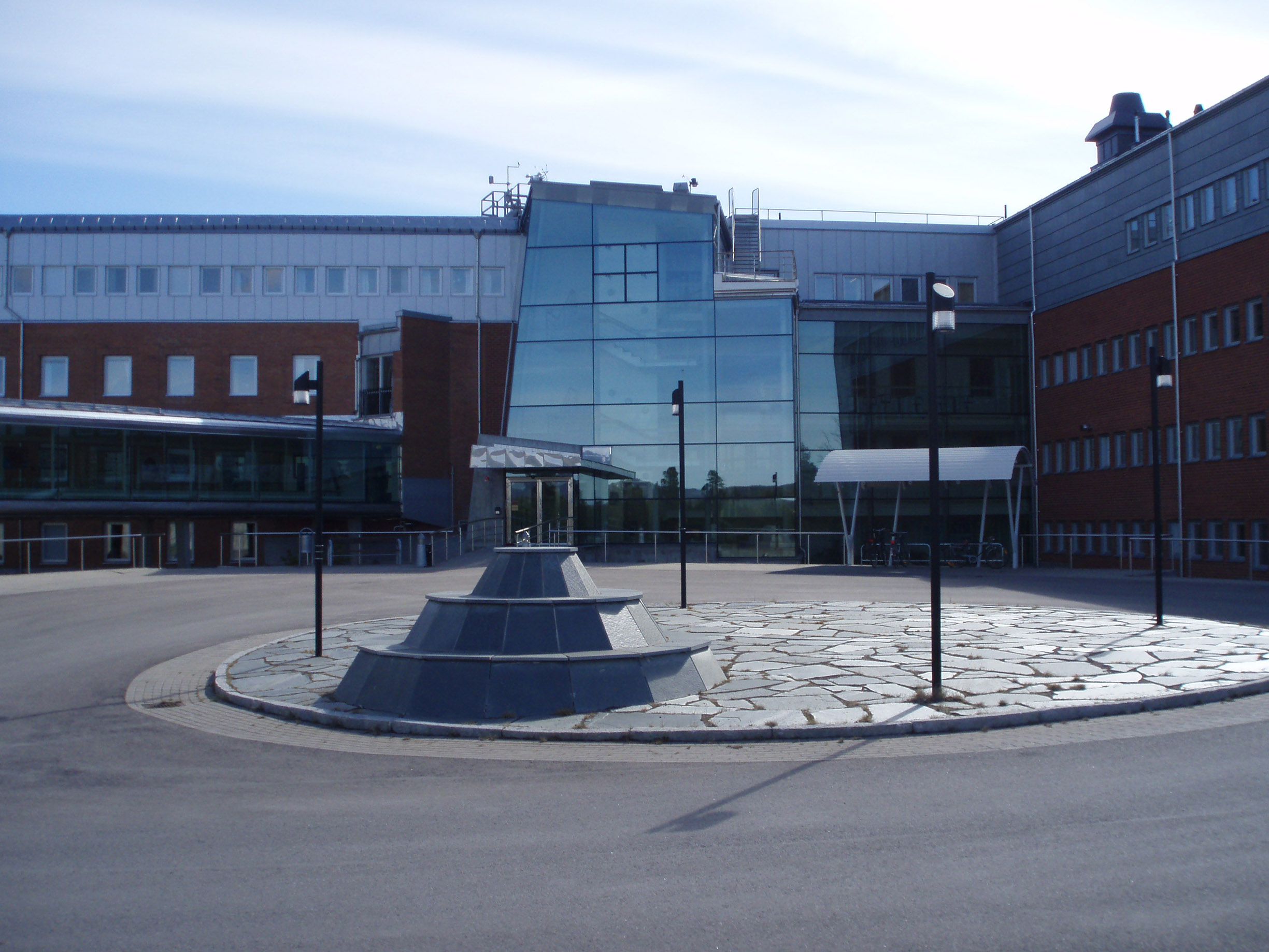
Terminalchocken i Kiruna, platta vid Institutet för rymdfysik